# Полк, Джордж

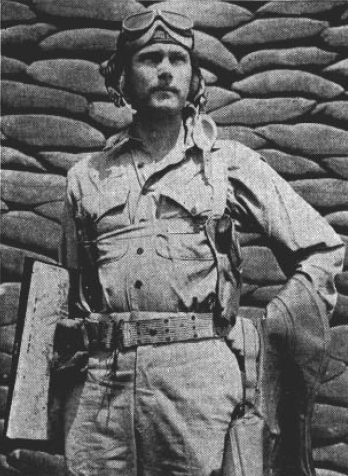
Лейтенант Джордж Полк в 1943 году

Джордж Полк (англ. George Polk, 17 октября 1913 года, Форт-Уэрт, Техас — май 1948 года, Македония (Греция)) — известный американский журналист CBS, пропавший в годы гражданской войны в Греции (1946—1949). 16 мая 1948 года Полка нашли мертвым в Фессалоники, у него была прострелена голова, руки и ноги связаны.

## Биография
Джордж Полк родился и вырос в Форт-Уэрте, Техас. В 1938 году окончил Аляскинский университет. Принял участие во Второй мировой войне на тихоокеанском театре операций. После окончания Второй мировой войны Полк освещал гражданскую войну в Греции (1946—1949 гг.) между правым греческим правительством и коммунистами, критикуя обе стороны. Он заявлял что некоторые официальные лица греческого правительства растратили до 250,000 долларов (соответствующих 2,28 миллионов долларов по курсу 2007 года) из помощи предоставленной администрацией президента Трумана, обвинение которое никогда не было подтверждено.
Он был особенно откровеннен в своём критицизме, по отношению к безоговорочной поддержке правительством Трумана авторитарного режима в Греции. В довершение к этому, он вылетел 7 мая 1948 года в город Кавала, с намерением встретится в горах и организовать радио интервью с командующим Республиканской армии Вафиадис, Маркос, чему препятствовали не только греческие власти, но и британские и американские службы.
По причине ненастной погоды, самолёт приземлился в Салониках, где пробыв 38 часов, Полк пропал и был найден мёртвым в море 16 мая, застреленным в заднюю часть головы, со связанными руками и ногами.
В конце 1970-х годов, на поверхность всплыло участие руководства AMAG (Американская миссия помощи Греции), с целью помочь греческой полиции вовлечь двух молодых греческих коммунистов в дело смерти Полка.
Бывший коммунист, и в то время журналист газеты Македония, Григориос Стактопулос, был осуждён (вышел на свободу в 1960 году) за помощь оказанную им Вангелис у Васванасу и Адаму Музенидису, членам республиканской (коммунистической) армии, в совершении этого убийства. Однако коммунистическая партизанская радиостанция заявила, что Адам Музенидис, ко времени убийства Полка, был уже убит в ходе одного из воздушных налётов, которые регулярно производили Военно-воздушные силы Греции на контролируемые республиканцами регионы на севере страны. Стактопулос в дальнейшем заявил, что признание приведшее к его приговору, было получено посредством пыток, и что в действительности, как это было позже раскрыто, Адам Музенидис прибыл в Салоники, где он, как было заявлено, был представлен Полку, в действительности два дня после убийства Полка, а также что Васванас не был в Греции в это время. Сам Васванас, после своего возвращения из политической эмиграции в СССР, официально заявил 29 декабря 1998 года, что в период убийства Полка находился в горах Каймакчалан, Центральная Македония. Расследование, проведённое Джеймсом Келлисом, бывшим офицером OSS, знакомым с греческими политическими кругами и силовыми структурами, пришло к заключению, что греческие коммунистические круги не имели силы и влияния для совершения и скрытия этого убийства. Келлис работал по контракту на юридическую фирму с Wall Street, которой владел Донован, Уильям Джозеф, бывший глава OSS, нанятый журналистом Липпман, Уолтер расследовать это дело. После того как Келлис пришёл к заключению, что скорее всего Полк был убит правыми группами, подконтрольными греческому правительству, расследование было приостановлено и Келлис был отозван в Вашингтон. В то время правительство США оказывало финансовую поддержку греческому правительству, чтобы предотвратить контроль коммунистов над страной. Греческое правительство поддерживалось Британским правительством в период 1941—1945 годов, но к 1947 году Британия утратила контроль над событиями и греческие дела перешли под контроль США.
Полк женился на Реа Кокконис, гречанке бывшей стюардессе, за 7 месяцев до своей смерти. У них не было детей. После угроз со стороны греческого правительства, Реа бежала в США, где она была встречена юридической фирмой Донована. Она стала дружить с Barbara Colby, женой Колби, Уильям, бывшего офицера OSS, работающего на фирму Донована, который позже стал директором ЦРУ (Центральное разведывательное управление).
Репортеры в Нью-Йорке приступили к созданию независимого следственного комитета, для посылки в Грецию. Членами комитета стали Хемингуэй, Эрнест, William Polk (брат Полка), William A. Price (его двоюродный брат) и Homer Bigart. Эту акцию однако вскоре затмил в мидиа Комитет Липпмана, состоящий в основном из журналистов Вашингтона и в котором состояли Липпман, Уолтер, как председатель, и Рестон, Джеймс от New York Times.
Через несколько месяцев после смерти Полка, группа американских журналистов инициировала учреждение премии в его честь (Премия Джорджа Полка) за выдающуюся радио и телевизионную журналистику, по аналогии тому как Пулитцеровская премия присуждается за выдающуюся журналистику в печати.
Греческий исследователь Афанасий Смирнис, в своём труде опубликованном в 2007 году, причисляет убийство Полка к «white collars crimes» (термин употребляемый в криминалистике по отношению к политическим убийствам) и считает греческую гражданскую войну и убийство Полка началом холодной войны.

## Критицизм
В феврале 2007 года, имя Полка, как символа журналисткой целостности и чистоты, было поставлено под сомнение историком Richard Frank, который пришёл к заключению что Полк сделал ложные заявления о своей службе в годы Второй мировой войны. Frank проверил заявленияе Полка о его участии в боях 119-й части морских пехотинцев при Гуадалканале и заявление, что он получил Пурпурное сердце (медаль). Он пришёл к заключению что это не соответствует располагаемым документам. Франк заявил что «неоспоримое заключение приводит к тому, что Джордж Полк не только делал ложные заявления о своём участии в войне, но в действительности он подделал документы для подкрепления этих историй.».
Брат Полка, William, ответил на эту атаку, которую он охарактеризовал клеветнической, в письме опубликованном газетой Guardian 19 марта 2007 года.
Он подчеркнул, что Frank не обсудил и единой статьи написанной Полком, и что его военные записи достаточно обоснованы рядом военных военных документов, включая фотографию Полка, с надписью вице-адмирала Джон Маккейн - старший от 30 ноября, 1943 года. Подробный ответ:.
В свою очередь Frank ответил в апреле 2007 года на это письмо:.

## Память
5 октября 2007 года Почта США объявила, что издаст памятные почтовые марки, в честь 5 журналистов 20-го века: Марта Геллхорн, John Hersey, Джордж Полк, Rubén Salazar, и Eric Sevareid Генеральный почтмейстер США Jack Potter объявил об этой серии марок на встрече с Associated Press в Вашингтоне.